# Henry Daniell
Charles Henry Pywell Daniell (5 de março de 1894 — 31 de outubro de 1963)  foi um ator inglês que teve uma longa carreira no palco e no cinema. Ele ganhou destaque por suas interpretações de papéis de vilões em vários filmes, incluindo O Grande Ditador, A História da Filadélfia e O Falcão do Mar. Daniell teve poucas oportunidades de interpretar papéis simpatizantes ou de 'mocinho'; uma dessas exceções foi um papel coadjuvante memorável como Franz Liszt no filme biográfico de Robert e Clara Schumann, Song of Love (1947). Seu nome às vezes é escrito "Daniel".

## Biografia

### Infância
Daniell nasceu em Barnes, depois viveu em Surrey, e foi educado na St Paul's School em Londres e na Gresham's School em Holt, Norfolk .

### Teatro inglês
Ele fez sua primeira aparição no palco nas províncias em 1913, e no palco de Londres no Globe Theatre em 10 de março de 1914, em um papel no renascimento de Kismet de Edward Knoblock . Ele seguiu com Monna Vanna e A Esfinge .
Em 1914, ele se juntou ao 2º Batalhão do Regimento de Norfolk durante a Primeira Guerra Mundial, mas foi invalidado no ano seguinte após ser gravemente ferido em combate. Depois disso, ele apareceu no New Theatre em outubro de 1915 como o policial Clancy em Stop Thief!, e notadamente, a partir de maio de 1916, no Theatre Royal, Haymarket .

### Broadway
Em abril de 1921, Daniell apareceu no Empire Theatre em Nova York, como o príncipe Charles de Vaucluse em Clair de Lune, e posteriormente excursionou pelos próximos três anos, reaparecendo em Londres no Garrick Theatre em agosto de 1925 como Jack Race em Cobra .
Daniell voltou à Broadway em The Woman on the Jury (1923) e The Second Mrs. Tanqueray (1924).
Ele novamente foi para Nova York nos primeiros seis meses de 1929, aparecendo no Morosco Theatre em janeiro como Lord Ivor Cream em Serena Blandish, retornando em julho para Londres, onde interpretou John Carlton em Secrets no Comedy Theatre .
Ele novamente excursionou pela América em 1930-31, desta vez aparecendo na costa do Pacífico em Los Angeles, assim como em Nova York mais uma vez. Ele retornou a Londres para outro programa lotado de apresentações no palco, que continuou na Grã- Bretanha e nos Estados Unidos, enquanto também iniciava sua carreira no cinema em 1929 com The Awful Truth, com a protagonista Ina Claire .

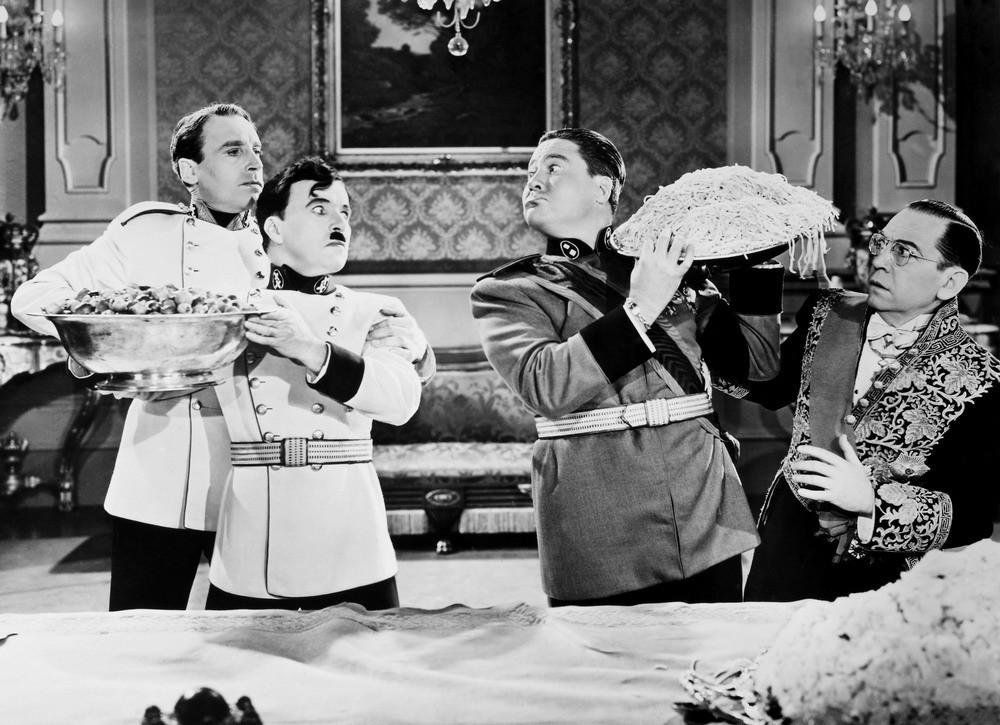
Henry Daniell (esquerda) em O Grande Ditador de Chaplin com Charlie Chaplin, Jack Oakie e Carter DeHaven

Ele também estava em Jealousy (1929) com Jeanne Eagels em seu último papel. Ele estava em The Last of the Lone Wolf (1930) e retornou à Broadway para Heat Wave (1931) e For Services Rendered (1933). Ele apareceu no West End em Walter C. Hackett 's After em 1933.
Daniell voltou aos filmes britânicos The Path of Glory (1934) e depois voltou à Broadway em Kind Lady (1935).

### Metro-Goldwyn-Mayer
A MGM o escalou em The Unguarded Hour (1936), Camille (1936) com Greta Garbo (como o Barão de Varville), Under Cover of Night (1936), The Thirteenth Chair (1937), The Firefly (1937) e Madame X (1937).
A Columbia o emprestou para um papel em Holiday (1938), retornando à MGM para Marie Antoinette (1938), interpretando Nicholas de la Motte . Ele apareceu em Yankee Fable na Broadway.

### Warner Bros
Daniell foi para a Warner Bros para aparecer em The Private Lives of Elizabeth and Essex (1939) como Robert Cecil, 1º Conde de Salisbury, dirigido por Michael Curtiz e estrelado por Errol Flynn e Bette Davis .
Ele seguiu com We Are Not Alone (1939), All This, and Heaven Too (1940) e The Sea Hawk (1940). Neste último, dirigido por Curtiz, ele interpretou o traiçoeiro Lord Wolfingham (sem relação com Francis Walsingham ), lutando contra Errol Flynn no que muitas vezes é considerado um dos melhores duelos de luta de espadas já filmados. Quando Michael Curtiz o escalou para este filme, Daniell inicialmente recusou o papel porque não podia esgrimir. Curtiz realizou o duelo climático através do uso de sombras e fotografias por cima do ombro, com um Flynn de esgrima duplo com engenhosos cortes entre seus rostos.
Charlie Chaplin o emprestou para um papel em The Great Dictator (1940) (interpretando Garbitsch, para soar como "porcaria", uma paródia de Joseph Goebbels ), depois voltou para a MGM para The Philadelphia Story (1940) e A Woman's Face (1940).
Na Warner, Daniell teve um papel em um filme B, Dressed to Kill (1941). Ele fez The Feminine Touch (1941) na MGM, Four Jacks and a Jill (1942) na RKO e Castle in the Desert (1942) na Fox.

### Universal
Daniell interpretou um personagem importante no filme Basil Rathbone - Nigel Bruce Sherlock Holmes Sherlock Holmes and the Voice of Terror (1943) na Universal. Nesse estúdio ele estava em Nightmare (1942), e The Great Impersonation (1942).
Na MGM esteve em Reunion na França (1942) e depois voltou para a Universal para outro filme de Sherlock Holmes, Sherlock Holmes in Washington (1943). Na Warners ele estava em Missão a Moscou (1943) interpretando o Ministro von Ribbentrop . Ele voltou à Broadway para um reapresentação de Hedda Gabler (1942).
Daniell foi o vilão em Watch on the Rhine (1943), Jane Eyre (1943) e The Suspect (1944), como o vizinho chantagista de Charles Laughton .
Na Broadway esteve em Murder Without Crime (1943) e Lovers and Friends (1943-44) com Katherine Cornell .
Daniell teve um papel principal em The Body Snatcher (1945), com Boris Karloff e Bela Lugosi, seguido por Hotel Berlin (1945) e um terceiro Holmes, The Woman in Green (1945) interpretando o professor Moriarty .
Daniell foi o rei William III em Capitão Kidd (1945). Ele liderou uma versão para a TV de Angel Street (1946) e foi William de Pembroke em The Bandit of Sherwood Forest (1946) em Columbia.
Na Broadway Daniell estava em reapresentações de The Winter's Tale (1946), Lady Windermere's Fan (1946-47) e The First Mrs. Fraser (1947).
Daniell foi excelente no papel do compositor Franz Liszt em Song of Love (1947), estrelado por Katharine Hepburn . Ele foi vilão em The Exile (1947), Wake of the Red Witch (1948) e Siren of Atlantis (1949). Na Broadway, ele apareceu em That Lady (1950).

### Televisão
Daniell fez mais alguns valentões, The Secret of St. Ives (1949) e Buccaneer's Girl (1950), e começou a aparecer em programas de televisão como Repertory Theatre, Studio One in Hollywood, Armstrong Circle Theatre e Lights Out . Ele continuou a aparecer no palco em The Cocktail Party (1951), Remains to Be Seen (1952) e My Three Angels (1953-54).
Daniell apareceu em alguns épicos de cinema como The Egyptian (1954) (dirigido por Curtiz), The Prodigal (1955) e Diane (1956), mas foi cada vez mais na televisão: Lux Video Theater, Jane Wyman Presents The Fireside Theatre, TV Reader's Digest, Producers' Showcase (uma adaptação de The Barretts of Wimpole Street ) e Telephone Time .
Ele teve uma rara participação contemporânea em The Man in the Gray Flannel Suit (1956) e estava em Lust for Life (1956). Em 1957, ele interpretou o advogado instrutor do principal advogado de Charles Laughton em Witness for the Prosecution (1957).
Daniell afirmou que um de seus papéis favoritos foi como supervisor de Tony Curtis no filme de Blake Edwards Mister Cory (1957) em um momento em que sua carreira estava claramente desacelerando, mas ele falou algumas das melhores e mais memoráveis falas do filme, "Um cavalheiro nunca agarra. Boas maneiras, senhor Cory. Acho-os um pré-requisito em qualquer circunstância."
Daniell também esteve no Studio 57, Schlitz Playhouse, Matinee Theatre, Kraft Theatre, Alcoa Theatre, Westinghouse Desilu Playhouse, Playhouse 90, The Californians, Lux Playhouse, Maverick, Riverboat e Startime (uma adaptação de My Three Angels ). Ele continuou a ser procurado por filmes como The Sun Also Rises (1957), Les Girls (1957), The Story of Mankind (1957) (AS Pierre Cauchon ), From the Earth to the Moon (1958) e The Four Crânios de Jonathan Drake (1959).

### Final de carreira
Na televisão, Daniell teve papéis em Markham, The Swamp Fox, Wagon Train, Peter Gunn, Shirley Temple's Storybook, The Islanders, The Law e Mr. Jones e vários episódios da série de TV de Boris Karloff, Thriller .
Ele também apareceu nos filmes Madison Avenue (1961), Voyage to the Bottom of the Sea (1961), The Comancheros (1961), The Notorious Landlady (1962), Five Weeks in a Balloon (1962), The Chapman Report (1962) e Motim na Recompensa (1962).
Suas últimas aparições na TV foram em episódios de Combat! e 77 Sunset Strip e esteve na Broadway em Lord Pengo (1962-63) com Charles Boyer .
Seu último papel foi uma pequena aparição sem créditos como o embaixador britânico no filme de 1964 My Fair Lady dirigido por seu velho amigo George Cukor . A cena em que ele aparece se passa no baile da embaixada. Ele é visto quando Eliza chega e, quando apresentado a ela, aperta sua mão e diz "Senhorita Doolittle". Mais tarde, Daniell apresenta Eliza à Rainha da Transilvânia com uma linha, "Senhorita Doolittle, senhora". No comentário do DVD, no momento em que ele aparece na tela no papel, é mencionado que o dia em que ele filmou a cena foi "seu último dia na terra", pois ele morreu de ataque cardíaco naquela mesma noite no set de My Fair Lady em 31 de outubro de 1963 em Santa Monica, Califórnia .

## Vida pessoal
Daniell casou-se com Ann Knox e, nos anos seguintes à Segunda Guerra Mundial, viveu em Los Angeles, Califórnia . Ele e Ann estiveram envolvidos em um escândalo sexual em Hollywood no final da década de 1930, conforme relatado pelo autor visitante PG Wodehouse, que escreveu para sua enteada Leonora sobre o casal:
Aparentemente eles vão para Los Angeles e (a) se desfrutam-se ou (b) ficam assistindo orgias – provavelmente ambos... há algo prazeroso familiar sobre um marido e sua esposa sentados um ao lado do outro, com seus olhos colados em olhos-mágicos, vendo seus elementos mais primitivos fazendo algazarra. E o que eu quero saber é – onde estão essas orgias? Eu sinto que estou perdendo alguma coisa.

## Morte
Um obituário distribuído pela United Press International e datado de Hollywood relatou: "Daniell foi atingido ontem do dia de Halloween em sua casa nas proximidades de Santa Monica, algumas horas antes de fazer uma reportagem sobre o set da versão cinematográfica de My Fair Lady na Warner Bros. . estúdio." Ele morreu de infarto do miocárdio .

## Filmografia
- The Awful Truth (1929) como Norman Warriner (estreia no cinema)
- Jealousy (1929) como Clement
- The Path of Glory (1934) como King Maximillian
- The Unguarded Hour (1936) como Hugh Lewis
- Camille (1936) como Baron de Varville
- Under Cover of Night (1937) como Marvin Griswald
- The Thirteenth Chair (1937) como John Wales
- The Firefly (1937) como General Savary
- Madame X (1937) como Lerocle
- Holiday (1938) como Seton Cram
- Marie Antoinette (1938) como La Motte
- The Private Lives of Elizabeth and Essex (1939) como Sir Robert Cecil
- We Are Not Alone (1939) como Sir Ronald Dawson
- The Sea Hawk (1940) comoLord Wolfingham
- All This, and Heaven Too (1940) como Broussais
- The Great Dictator (1940) como Garbitsch
- The Philadelphia Story (1940) como Sidney Kidd
- A Woman's Face (1941) como Public Prosecutor
- Dressed to Kill (1941) como Julian Davis
- The Feminine Touch (1941) como Shelley Mason
- Four Jacks and a Jill (1942) como Bobo
- Castle in the Desert (1942) como Watson King
- The Voice of Terror (1942) como Anthony Lloyd
- Nightmare (1942) como Capt. Stafford
- The Great Impersonation (1942) como Frederick Seamon
- Reunion in France (1942) como Emile Fleuron
- Sherlock Holmes in Washington (1943) como William Easter
- Mission to Moscow (1943) como Minister von Ribbentrop
- Watch on the Rhine (1943) como Phili Von Ramme
- Jane Eyre (1943) como Henry Brocklehurst
- The Suspect (1944) como Mr. Simmons
- The Body Snatcher (1945) como Dr. Wolfe 'Toddy' MacFarlane
- Hotel Berlin (1945) como Baron Von Stetten
- The Woman in Green (1945) como Moriarty
- Captain Kidd (1945) como King William III
- The Bandit of Sherwood Forest (1946) como The Regent - William of Pembroke
- Song of Love (1947) como Franz Liszt
- The Exile (1947) como Colonel Ingram
- Wake of the Red Witch (1948) como Jacques Desaix
- Siren of Atlantis (1949) como Blades
- The Secret of St. Ives (1949) como Maj. Edward Chevenish
- Buccaneer's Girl (1950) como Capt. Duval
- The Egyptian (1954) como Mekere
- The Prodigal (1955) como  Ramadi
- Diane (1956) como Gondi
- The Man in the Gray Flannel Suit (1956) como Bill Ogden
- Lust for Life (1956) como  Theodorus Van Gogh
- Mister Cory (1957) como Mr. Earnshaw
- The Sun Also Rises (1957) como Doctor
- Les Girls (1957) como Judge
- The Story of Mankind (1957) como Bishop Cauchon
- Witness for the Prosecution (1957) como Mayhew
- From the Earth to the Moon (1958) como Morgana
- Maverick (1959, TV) como Rene St. Cloud
- The Four Skulls of Jonathan Drake (1959) como Dr. Emil Zurich
- The Magical World of Disney (1960, TV) como Colonel Townes
- Wagon Train (1960, TV) como Mr. Morton W. Snipple/Sir Alexander Drew
- Shirley Temple's Storybook (1960, TV) como Sir Oliver
- Madison Avenue (1961) como Stipe
- The Law and Mr. Jones (1961, TV) como Isaac Beckett
- Voyage to the Bottom of the Sea (1961) como Dr. Zucco
- Thriller (1960-1961, TV) como Various Roles
- The Comancheros (1961) como  Gireaux
- The Notorious Landlady (1962) como  Stranger
- Five Weeks in a Balloon (1962) como Sheik Ageiba
- The Chapman Report (1962) como Dr. Jonas
- Mutiny on the Bounty (1962) como Court-martial judge (uncredited)
- My Fair Lady (1964) como Ambassador (último filme, uncredited)

- Quem é quem no teatro, editado por John Parker, décima edição, revisada, Londres, 1947, pp. 477–478